# New Georgia
New Georgia (česky také Nová Georgie) je největším ostrovem Západní provincie Šalomounových ostrovů. Leží v souostroví New Georgia, ostrovním moři tvořeném většinou dalších větších ostrovů provincie. Ostrov je asi 72 km dlouhý a tvoří část jižní hranice New Georgia Sound; Kolombangara leží na západ přes záliv Kula,
Vangunu leží na východ a Rendova na jih, přes průliv Blanche.
Ostrov je členitý a hustě zalesněný.

## Historie
Během druhé světové války začala akce Spojených států nazvaná New Georgia 30. června 1943 vyloděním na ostrově New Georgia a blízkých ostrovech. New Georgia byla zajištěna americkými silami 23. srpna, po týdnech těžkých bojů v džungli, ačkoliv boje na blízkých ostrovech pokračovaly až do října 1943.
Munda, japonská základna na ostrově New Georgia, byla hlavním cílem útoku na ostrov. Tato základna nebyla přebrána až do 5. srpna 1943. Japonská zařízení v přístavu Bairoko 13 km severně od Mundy byla obsazena až 25. srpna.

## Jazyky
Jazyky, kterými se mluví na ostrově, pocházejí z rodiny jazyků New Georgia, které jsou podskupinou jižní novoirské - severozápadní šalomounské větve skupiny oceánských jazyků, hlavní skupiny východních malajsko-polynéských jazyků, jež jsou částí obrovské austronéské rodiny. Skupina se skládá z deseti jazyků, kterými se na ostrově New Georgia mluví a ty jsou rozděleny na východní a západní podskupinu.